# 水難救助隊
水難救助隊 （すいなんきゅうじょたい）は、日本において消防や警察が河川や臨海部で発生した水難事故に対応するために設置した救助隊。小型ボートや浮き袋・アクアラング・投光器などの資器材を用いて水難救助活動を行う。

## 消防
消防の水難救助隊は、救助隊（特別救助隊）の一つに位置づけられる。各消防本部は「救助隊の編成、装備及び配置の基準を定める省令」に基づき、原則として5人からなる救助隊を消防署に1隊ずつ置くこととされているが、水難救助隊はこの救助隊の一形態である。同省令は、水難救助隊の装備資器材として、潜水器具一式、救命胴衣、水中投光器、救命浮環、浮標、救命ボート、船外機、水中スクーター、水中無線機、水中時計、水中テレビカメラを列挙している。これらの資器材を使用して、救助隊員が水難救助活動を展開する。また、航空隊の消防防災ヘリコプターやはしご車隊、消防艇などと連携した活動も展開する。
ほとんどの消防本部では、水難事故に際して、通常の救助隊が水難救助隊として兼任活動しているが、中には、消防学校などでの専門研修の修了者をもって、専任の水難救助隊を編成している消防本部もある（例→東京消防庁#水難救助隊・舟艇隊）。
また、新潟市消防局や岡山市消防局のように特別高度救助隊など高度な救助部隊を水難救助対応部隊とする消防本部もある。
多くの消防本部が救助隊が兼任活動しているために潜水に関する講習などに参加し潜水士免許を取得したり、海保などと訓練を行ったりしている。
東京消防庁では第一方面本部（臨港消防署：臨港水難救助隊、日本橋消防署：浜町水難救助隊）、第二方面本部（大森消防署：大森水難救助隊）、第六消防方面本部（足立消防署：綾瀬水難救助隊）、第七方面本部（小岩消防署：小岩水難救助隊）、第八方面本部（調布消防署：調布水難救助隊）が置かれている。専任部隊であるが平時は各管轄内の火災や救助、救急支援（PA連携）等のポンプ隊の任務についている。第一方面本部に設置されている舟艇隊9隊が運用する消防艇と連携した活動や臨港・調布水難救助隊は航空連携降下指定隊に指定され東京消防庁航空隊ヘリと連携した活動を行う。
なお東京消防庁では、山岳救助隊と第六消防方面本部及び第九消防方面本部の消防救助機動部隊（ハイパーレスキュー）がスイフトウォーターレスキュー（急流救助）に対応している。これは、レジャー客が中州に取り残された玄倉川水難事故を教訓としたもので、専門的知識・技術を持つ隊員および特殊な資機材を備える。第六消防方面本部消防救助機動部隊ではこれに加え、大規模水害や都市型水難など水面上の救助活動に対応している。さらに2020年2月には平成30年7月豪雨（西日本豪雨）、平成30年台風第21号、北海道胆振東部地震などの近年頻発する地震や豪雨などの自然災害に対応するためにぬかるみや急斜面でも走行できるバギーの「全地形活動車」やウニモグベースの「高機動救助車」、浸水した際に水深が浅い場所でも進める「エアボート」、情報収集する「ドローン」等を装備した即応対処部隊を新設した。
大規模災害時に備えて、全国の消防機関が編成する緊急消防援助隊においても、特殊装備部隊の一カテゴリとして水難救助隊が設けられており、2006年4月1日現在で全国の消防本部から計34隊が登録されている。
東北地方太平洋沖地震に伴う東日本大震災でも緊急消防援助隊として東京消防庁の水難救助隊が気仙沼において救助活動を行った。
東京消防庁青梅消防署では、民間のラフティングツアー会社と、多摩川におけるスイフトウォーターレスキューの訓練を、毎年合同で行っており、スイフトウォーターレスキューの経験が豊富な民間のラフティングツアーガイドとのレスキュー技術交流を行っている。

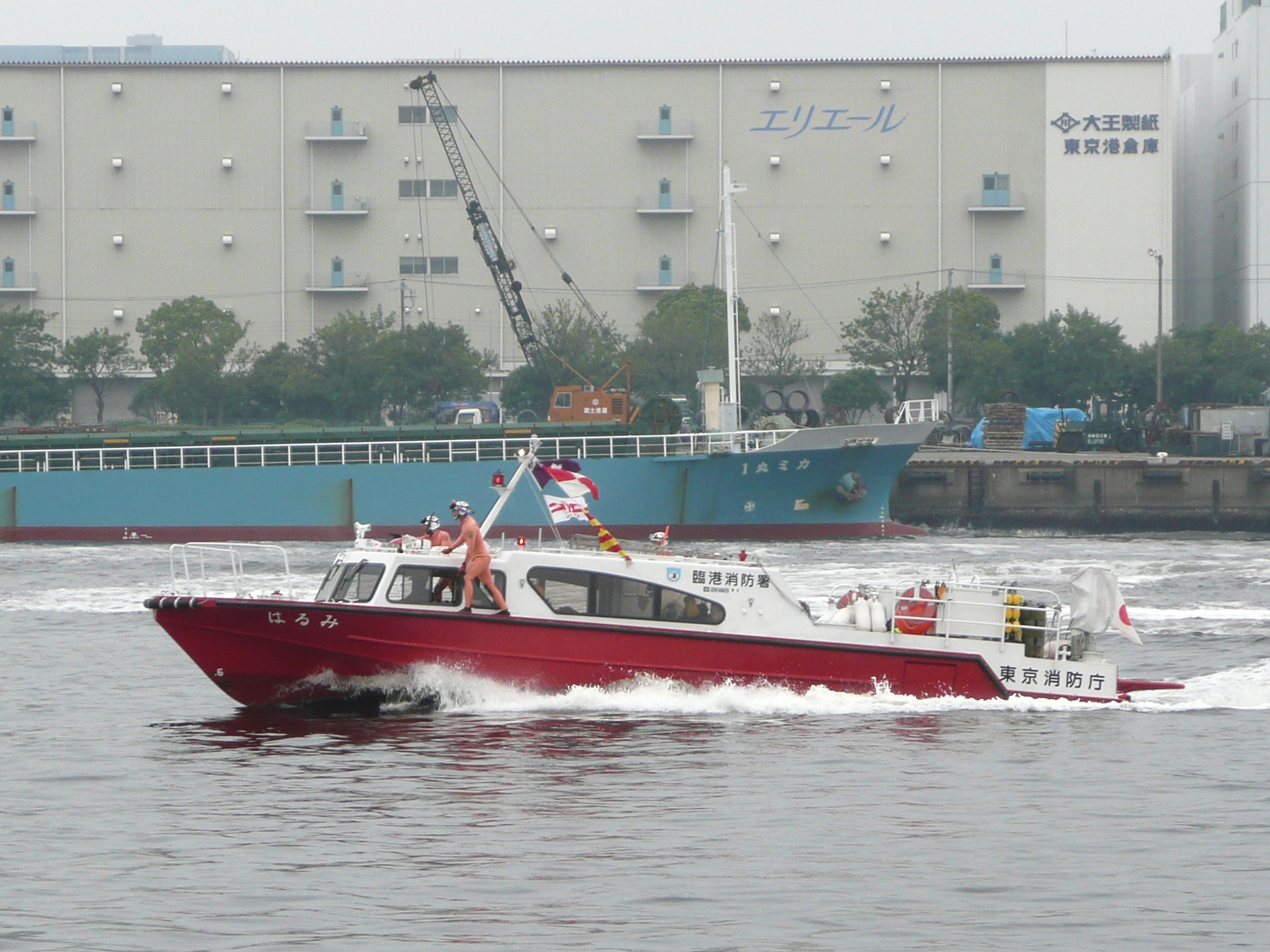
東京消防庁臨港消防署の救助艇『はるみ』
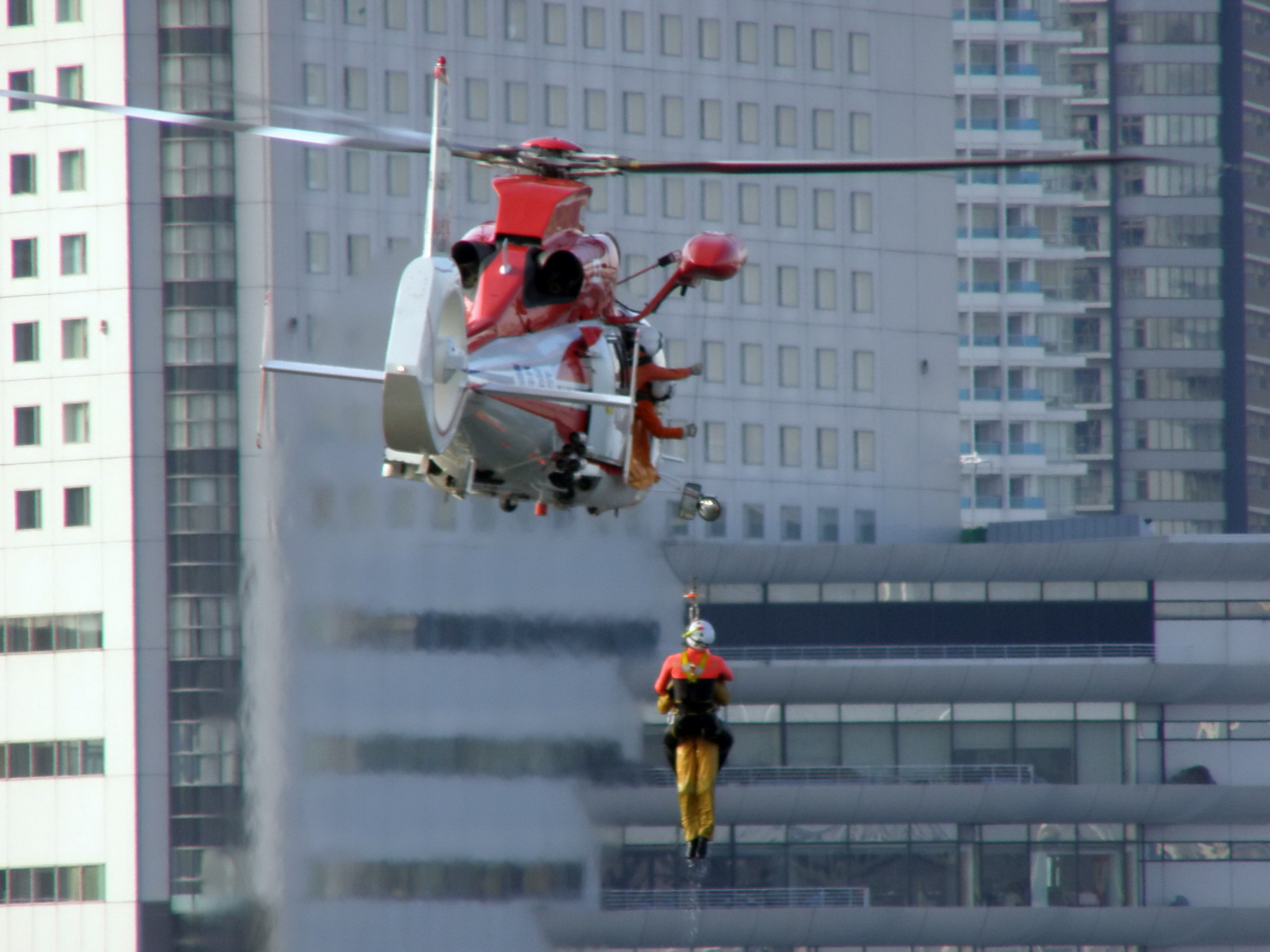
横浜市消防局ヘリコプターによる水難救助
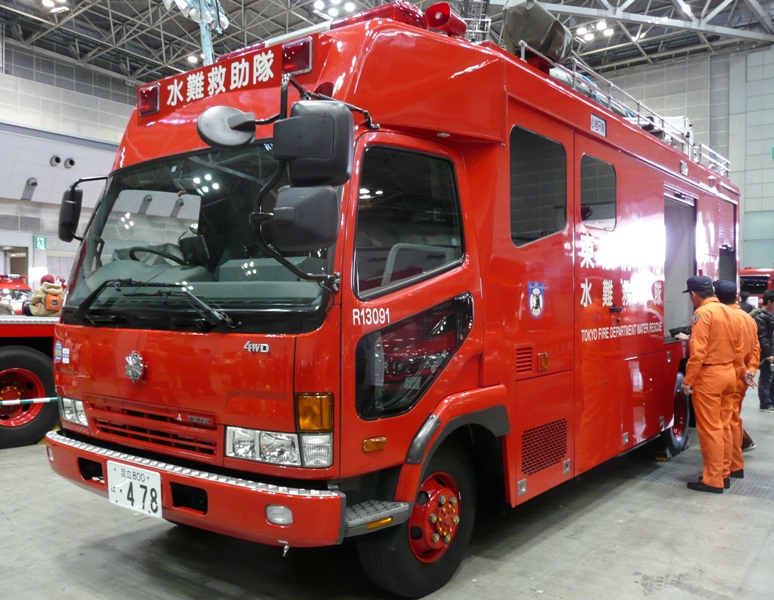
東京消防庁の水難救助車
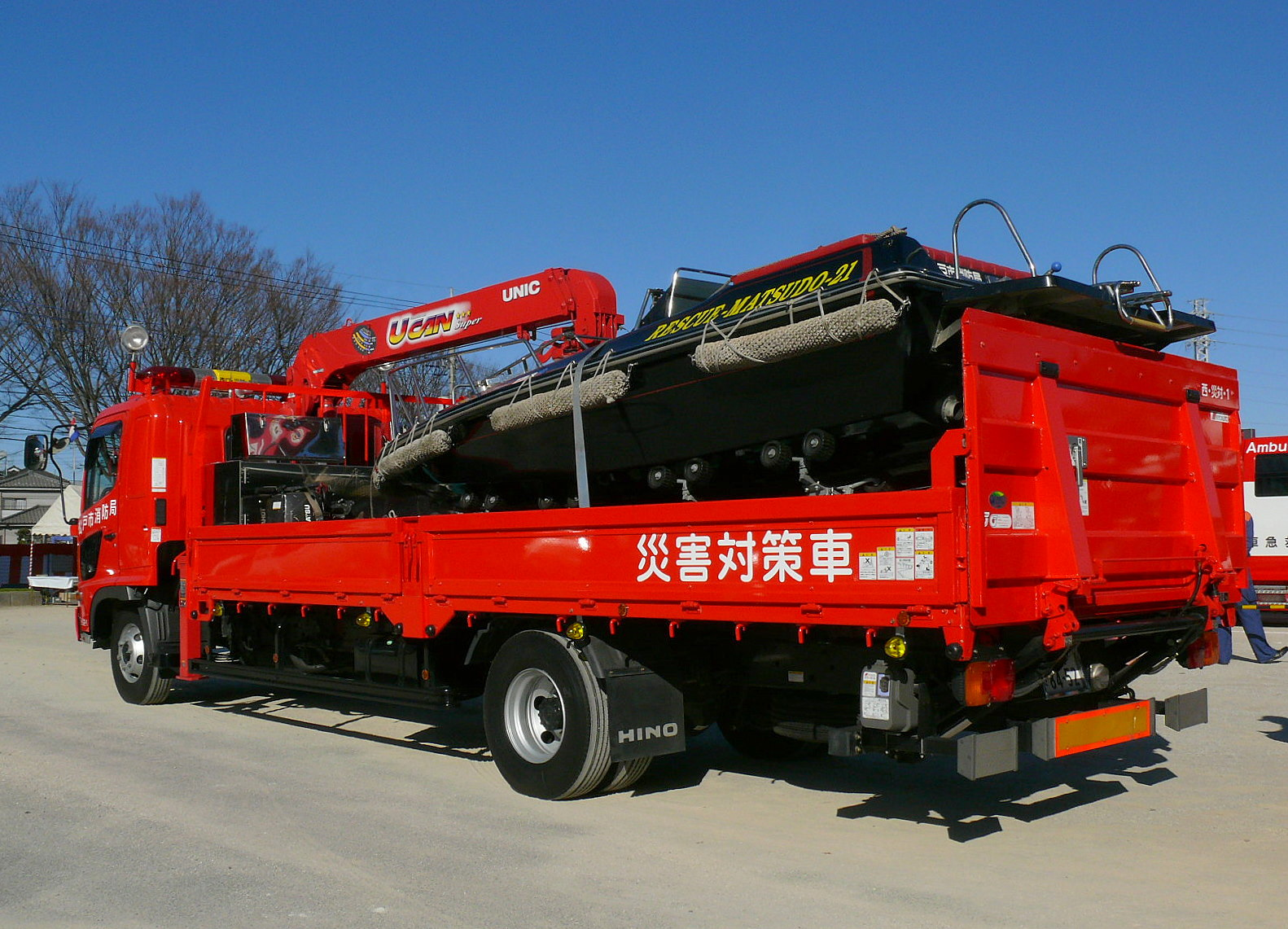
松戸市消防局の消防艇を積載した災害対策車
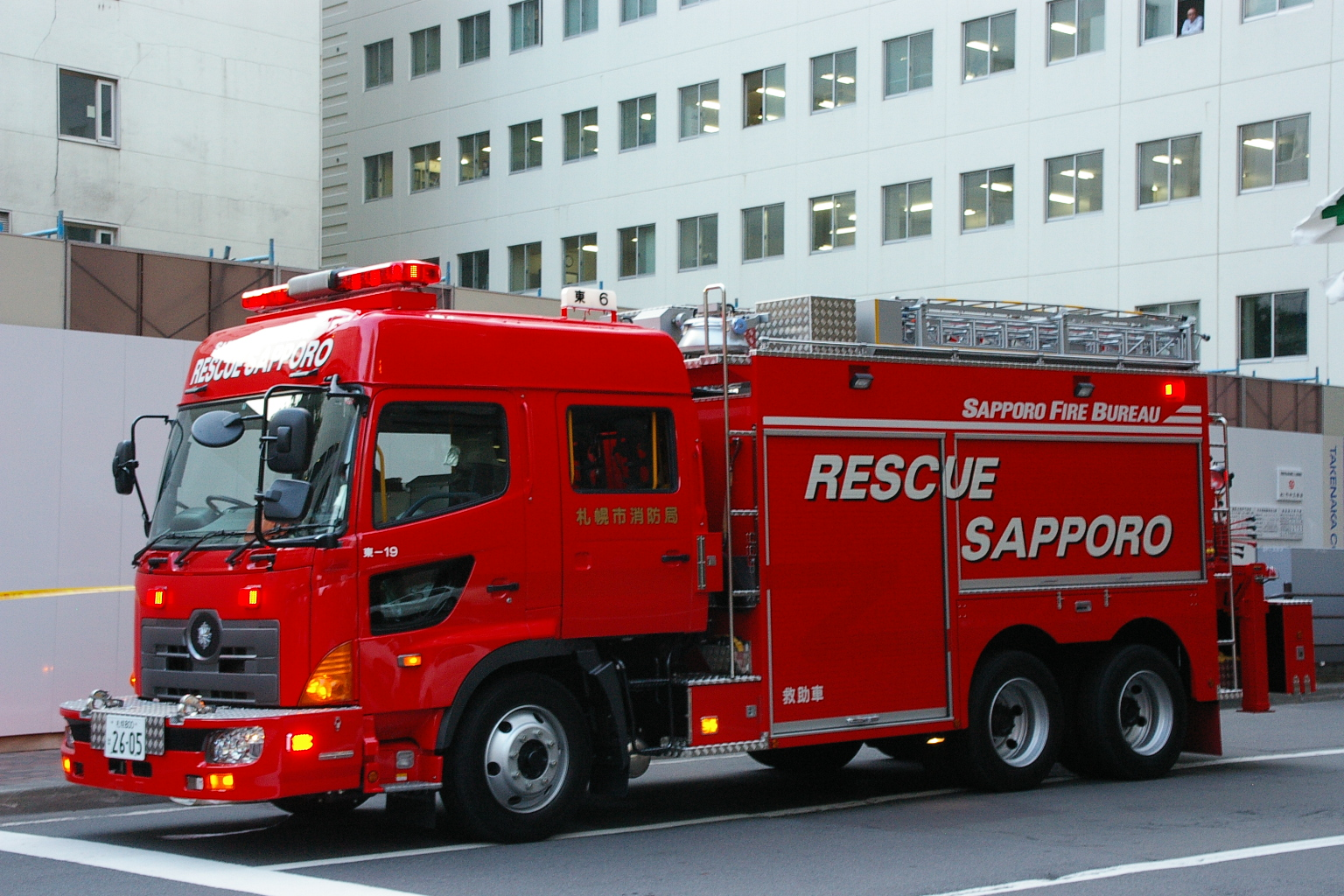
札幌市消防局の水難救助資機材を積載している救助工作車
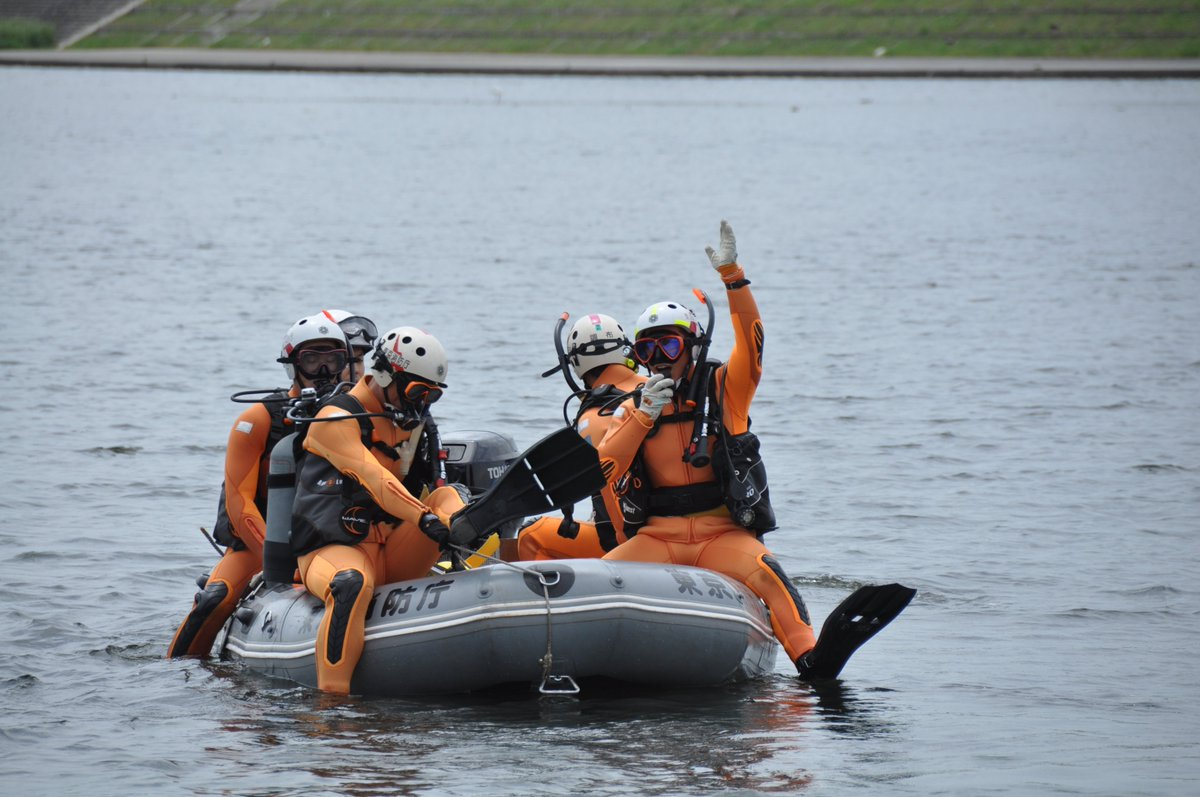
東京消防庁水難救助隊
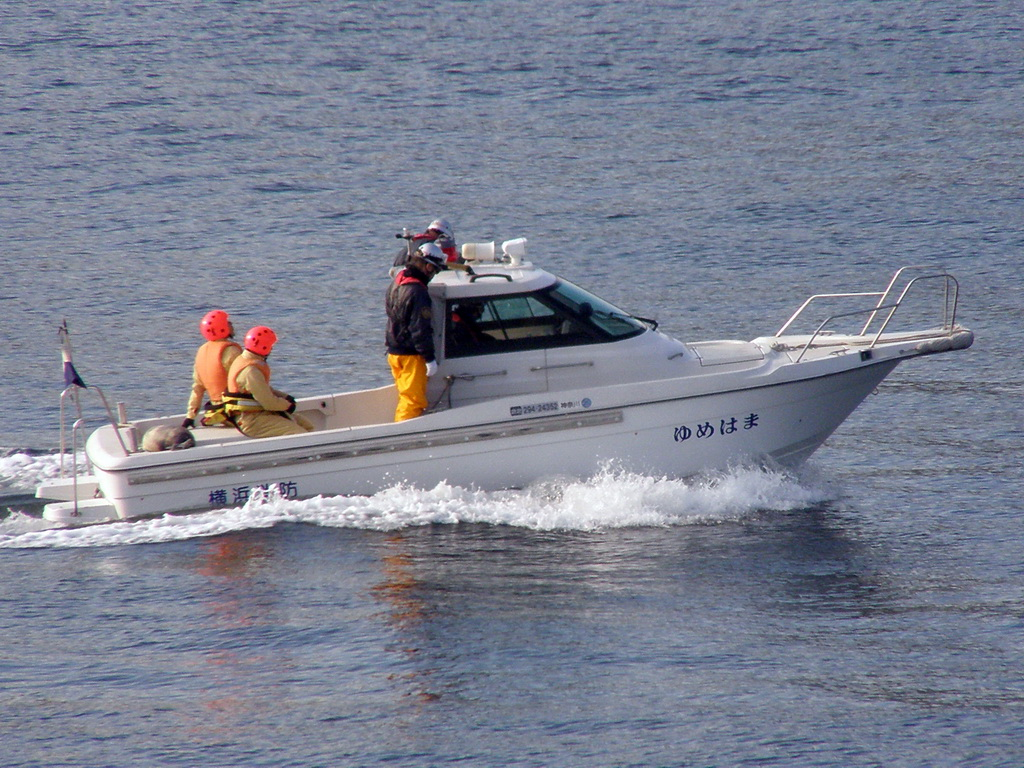
横浜市消防局の救助艇ゆめはま

## 警察
警視庁第二機動隊は、海抜ゼロメートル地帯が多くを占める江東地域に所在していることから、水害警備に動員される機会が多く、伝統的に水難救助を重視してきた。この一環として、1970年10月14日には「ボート・アクアラング小隊」が発足し、1972年8月31日には水難救助隊として増強改編された。またこの際に第七機動隊、更に1982年には第九機動隊にも設置された。
そして1979年からは、警察庁の主催で、全国の警察を対象にした「潜水技術訓練」が開始された。当初は海上自衛隊呉基地で行われていたが、1981年以降は海洋科学技術センター（現在の海洋研究開発機構）となった。現在では、常設の機能別部隊として、各警察本部機動隊に水難救助部隊が設置されている。ただしこれらの隊員は水難救助がメインの業務ではなく、普段は通常の機動隊員としての勤務にあたっており、月に数回程度、水難救助の任務が充てられた際にのみ、水難救助部隊として活動する。
実際には警察の水難救助隊が到着する頃には消防隊により救助が完了、あるいは救助作業が始まっている事が多く、警察の水難救助隊は人命救助というよりも水死体の引き上げや水中に投棄された犯罪の証拠物の捜索がその主任務である。

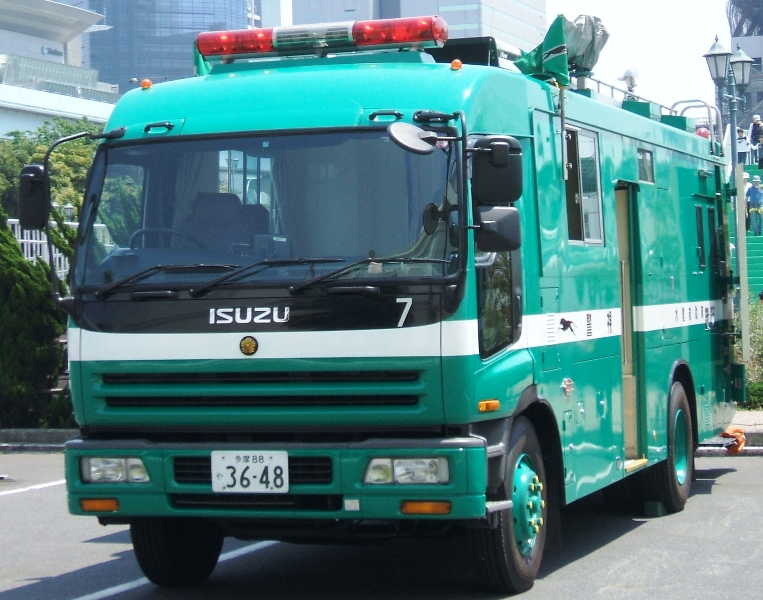
警視庁機動隊の水難救助車
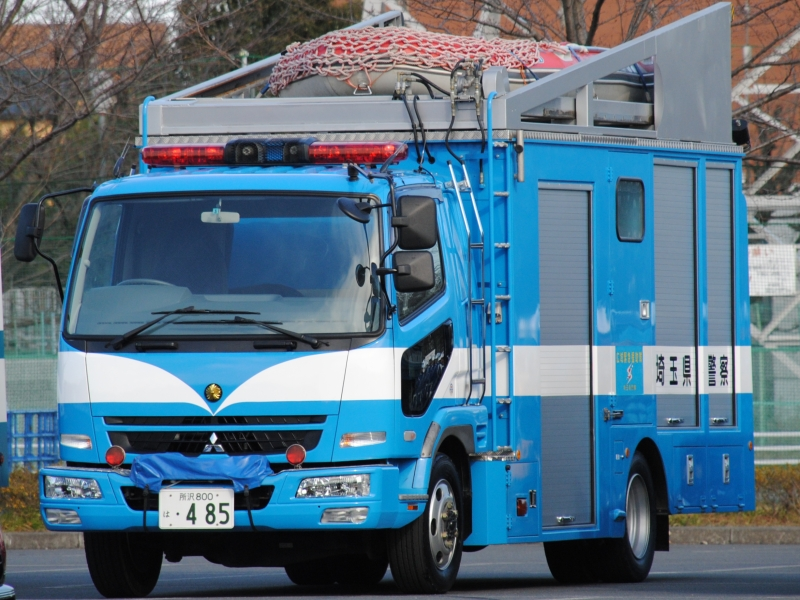
埼玉県警察の水難救助車

## その他
水難救助隊に類似する部隊として、海上保安庁が特殊海難のために設置している羽田特殊救難基地の隊員や各管区の機動救難士がある。また、航空自衛隊の航空救難団救難隊や海上自衛隊の機上救護員、降下救助員も海難救助を行う。

## 三機関合同の訓練
近年は消防・海保・警察による三機関合同の水難救助訓練が各地で行われている。